# عشق در توکیو
عشق در توکیو (به انگلیسی: Love in Tokyo) فیلمی محصول سال ۱۹۶۶ و به کارگردانی پرامود چاکراوورتی است. در این فیلم بازیگرانی همچون جوی موکرجی، آشا پارک، محمود علی، پران، لالیتا پاوار و مراد ایفای نقش کرده‌اند.